# Gynochthodes lenticellata
Gynochthodes lenticellata är en måreväxtart som först beskrevs av Charles Budd Robinson, och fick sitt nu gällande namn av Elmer Drew Merrill. Gynochthodes lenticellata ingår i släktet Gynochthodes och familjen måreväxter.
Artens utbredningsområde är Filippinerna. Inga underarter finns listade i Catalogue of Life.